# 藍胸鏢鱸
藍胸鏢鱸（学名：Etheostoma camurum）為輻鰭魚綱鱸形目鱸亞目河鱸科的其中一体型小的種，美國东部从纽约州到伊利诺伊州、从田纳西州到北卡洛琳娜州俄亥俄河及田納西河等流域的特有种，體長可達8.4公分，棲息在流動快速、岩石底質的溪流。

## 概述
藍胸鏢鱸体型小，体长很少超过3英寸。比其它河鱸科的鱼它的嘴钝，呈圆形，它的鳃盖不在胸前相连。藍胸鏢鱸色彩鲜艳，其中最主要的颜色是橄榄绿色，第二腹鳍和尾鳍的边缘深色，在它们之间有一道宽的浅色的条纹。繁殖时期里雄性尤其色彩鲜艳，往往有偏向橙色的腹鳍、在身体两侧有深红色的斑点和鲜艳蓝色的胸部。这也是它的名称的来源。藍胸鏢鱸生活在水清晰的中等或者大的河里，它们喜欢底部水流快，河底有大量鹅卵石的部位。目前藍胸鏢鱸在美国东部被列为无危。

## 地理分布
藍胸鏢鱸分布在美国东部高地大部分地区，从南向北从田纳西州到纽约州，从东向西从西佛吉尼亚州到伊利诺伊州。过去在俄亥俄河三角洲以及在阿勒格尼河、沃巴什河河田纳西河河谷也有藍胸鏢鱸。更新世后当它们的分布区域被分割和分散，使得它们的居住区域分成许多小块。由于其数量在纽约州骤减，它的保护级别在那里可能会被提高到易危。数量减少的原因可能有物理性的比如筑坝堵水，也有化学性的比如农业废水排放到藍胸鏢鱸的水域。由于它的生活环境要求非常高，它受环境和人类造成的影响特别大。由于这些环境和人为的压力藍胸鏢鱸的生存环境逐渐分隔，它们仅生活在拥有浊流的中型和大型水质高的河流。

## 生态
藍胸鏢鱸对生活环境的要求非常高，它们需要特点的水质和流速。这样的生活环境只有在中型和大型、河底布满鹅卵石的河流中有，它们分布在这样的河流石块造成的漩涡和浅滩里。藍胸鏢鱸尤其生活在水深10到30厘米的地方。它们的嘴最大能够张大到8毫米，它们的食物主要是小的昆虫幼虫。全年的水温范围不明，但是产子的水温范围在摄氏10到24度之间。吃藍胸鏢鱸的物种不明，但是藍鏢鱸的研究可以推论出大的淡水鱼如江鱈、黃石鮰和小口黑鲈等捕食藍胸鏢鱸。虽然有关的数据有限，但是因为藍胸鏢鱸生活在非常有限的大石块后面的漩涡和浅滩里，科学家估计专门捕食它们的肉食性鱼基本上没有，因此捕猎对它们的效应很小。人類對環境的影響如采矿、泥土淤积、筑坝和农业废水排入破坏它们的生态环境。

## 生活周期
在许多地区藍胸鏢鱸的繁殖期在5月中到6月。在这段时间里雄鱼获得它们典型的蓝色胸和体侧砖红色的点。雄鱼在繁殖期的开始寻找河流里合适的漩涡和浅滩并开始捍卫这些地域。雌鱼此后来到，它们决定在哪里与哪条雄鱼在什么时间交配。雌鱼通过开始一些列冲刺式的运动开始交配仪式，雄鱼模仿雌鱼的运动。此后雌鱼会沉到水底的砾石浅滩。雄鱼从上方靠近雌鱼，然后做一系列震动动作，每次震动动作的时间不超过10秒钟，每次标志着一次受精过程。每次交配这个过程至少会发生3次。每次雌鱼会产约100枚卵。雄鱼留下保护卵，卵需要7至10天孵化。藍胸鏢鱸成活的数据不明，但是扇尾鏢鱸的数据显示每窝能够成活33到96条鱼。大多数鏢鱸属的种在一年内性成熟。一般藍胸鏢鱸能活3年。人类导致的水流变化会影响藍胸鏢鱸的繁殖。水的透明度下降也会破坏被埋在卵石下的卵，它们会使得卵分散，浮到水里，被水流冲出雄鱼的保护范围。

## 当前保护
藍胸鏢鱸是一个指标物种，因此它的保护有意义。尤其小的和特殊的分布区受到注意。尤其被隔离的小鱼群特别容易获得基因问题，比如近亲交配等等。泥沙淤积、筑坝、采矿、农业和交通废水对藍胸鏢鱸的繁殖都有影响。目前藍胸鏢鱸不被列入受危险的物种列表中，但是有些环境保护组织建议仔细观察它的生活环境和水质。他们建议把藍胸鏢鱸在伊利诺伊州、阿拉巴马州、印第安纳州和纽约州列为极危、在俄亥俄州、宾夕法尼亚州和佛吉尼亚州列为濒危、在西佛吉尼亚列为易危和在田纳西州和肯塔基州列为无危。近年内在俄亥俄河的保护措施使得其数量回复到过去的状态。采纳的措施是提高当地的水质。研究显示需要仔细监视河流和水道的情况，并显示大多数对藍胸鏢鱸威胁是人为的。关于捕猎物种、入侵物种或者过分捕鱼的威胁的信息很少。

### 保护建议
由于藍胸鏢鱸的生活环境非常特殊和隔绝，它的生态环境特别受到威胁。它们数量的减少主要是因为人为开发破坏它们的生活环境和繁殖。此外研究发现它们与受危害的瓦氏前嵴蚌有关。瓦氏前嵴蚌的幼虫在成长时会粘在藍胸鏢鱸的体上。